# Ludwig Wenzel Lachnitt
Ludwig Wenzel Lachnitt, také Louis-Wenceslas nebo Venceslav Lachnith, (7. června 1746 Praha – 3. října 1820 Paříž) byl hudební skladatel a hornista pocházející z Čech.

## Život
Ludvík Václav byl syn Františka Lachnitta, který byl v Praze chrámovým hudebníkem u sv. Mikuláše na Malé Straně. Již v mládí hrál na housle, cembalo a lesní roh. Od roku 1768 byl hudebníkem ve službách hraběte z Zweibrückenu. Je doloženo, že 28. března 1773 hrál na koncertě v Paříži svůj vlastní koncert pro lesní roh a orchestr. Natrvalo zřejmě přesídlil do Paříže až po roce 1780 a dále studoval hru na lesní roh u J. J. Rodolpha a skladbu u François-André Philidora. Léta Velké francouzské revoluce 1788–1799 prožil v exilu, ale v roce 1801 se vrátil a až do roku 1816 byl korepetitorem pařížské opery.
Zkomponoval mnoho symfonických a komorních děl, ale známým se stal díky své operní tvorbě. Jeho první opera L´heureuse réconciliation (Šťastné smíření, 1785) byla sice po hudební stránce vynikající, ale doplatila na slabé libreto. Provedena byla pouze dvakrát. Největší úspěch sklidil s pasticciem na základě Mozartovy Kouzelné flétny. Původní operu přepracoval, mluvené dialogy nahradil recitativy, zařadil árie i z jiných Mozartových oper a dokonce i jednu Haydnovu symfonii. Pod názvem Les mystères d´Isis se pak v Paříži hrála 25 let. Autorův cíl, seznámit pařížské obecenstvo s Mozartovým operním stylem, tak splnila. Hector Berlioz se o této kompilaci vyjádřil jako o ubohé směsi, obecenstvo však bylo jiného názoru.
Ve spolupráci se skladatelem německého původu Christianem Kalkbrennerem pak zpracoval několik pasticcií na náboženská témata, která byla jako oratoria uváděna v pařížské opeře v době Velikonoc.
I v orchestrální a komorní hudbě se věnoval úpravám skladeb jiných autorů. Upravil tak např. klavírní sonáty Haydnovy a Pleyelovy pro komorní obsazení.

## Dílo

### Opery
- L´heureuse réconciliation (podle J. F. Marmontela, 1785)
- L'Antiquaire (parodie, patrně ve spolupráci s Pasquale Anfossim, 1789)
- Eugénie et Linval, ou Le mauvais fils (1798)
- Les fêtes lacédémoniennes (Jean-Baptiste Santerre Lourdet), 1808)

### Pasticcia
- Les mystères d´Isis (opera, libreto E. Morel de Chédeville podle libreta Emanuela Schikanedera k Mozartově opeře Kouzelná flétna, hudba W. A. Mozart, J. Haydn, 1801)
- Saul (oratorium libreto E. Morel de Chédeville, Émile Deschamps, J.B.D. Desprès, hudba Domenico Cimarosa, François-Joseph Gossec, Joseph Haydn, W. A. Mozart, Johann Gottlieb Naumann, Giovanni Paisiello, François-André Philidor a Antonio Sacchini)
- La prise de Jéricho (oratorium, libreto: Morel de Chédeville, Deschamps a Desprès, hudba: Mozart aj.)
- Le laboureur chinois (opera, libreto Morel de Chédeville, Deschamps a Desprès, hudba Haydn, Mozart a další)

### Orchestrální skladby
- 6 symfonií op.1 (1779)
- 3 symfonie op.3 (1784)
- 3 symfonie op.4 (1783)
- 3 symfonie op.6 (1781)
- 6 symfonií op. 11 a op. 12 (1785);
- 6 koncertů pro klavír nebo cembalo ä orchestr op. 9 a op. 10 (1785)

### Komorní skladby
Vedle Ludwiga Wenzela Lachnitta působil v té době také skladatel Anton Lachnitt. Není vyloučeno, že některé skladby signované pouze příjmením a připisované Ludwigovi, mohou být dílem tohoto autora.
- 6 sonát pro housle a klavír op. 2 (1777)
- 6 quatuors concertants (smyčcových kvartet) op.7 (1780)
- 3 sonáty pro housle a klavír op.3 (před r. 1782)
- 6 trií op.5 (c1782)
- 3 sonáty pro housle a klavír, op.8 (c785)
- 6 sonates concertantes pro housle a klavír, op.14 (1788)
- 3 sonáty pro housle a klavír, op.18
- 3 sonáty pro housle a klavír, op.20
- 5 smyčcových kvartet (rkp.)
- 6 sonát pro housle a klavír (rkp.)

### Pedagogické dílo
- Méthode ou principe général du doigté pour le forte-piano (spoluautor J.L. Adam, obsahuje také úpravy skladeb Luigi Cherubiniho, J. Haydna aj., 1798)
- Exercices préparatoires pour le piano (okolo r.1800)